# Morlon
Morlon (toponimo francese) è un comune svizzero di 595 abitanti del Canton Friburgo, nel distretto della Gruyère.

## Geografia fisica
Morlon è affacciato sul Lago della Gruyère.

## Monumenti e luoghi d'interesse
- Chiesa cattolica di San Grato, eretta nel XV secolo[1].

## Società

### Evoluzione demografica
L'evoluzione demografica è riportata nella seguente tabella:
Abitanti censiti

## Amministrazione
Ogni famiglia originaria del luogo fa parte del comune patriziale che ha la responsabilità della manutenzione di ogni bene comune.